# Distillazione in corrente di vapore

Schema di dispositivo da laboratorio per distillazione in corrente di vapore

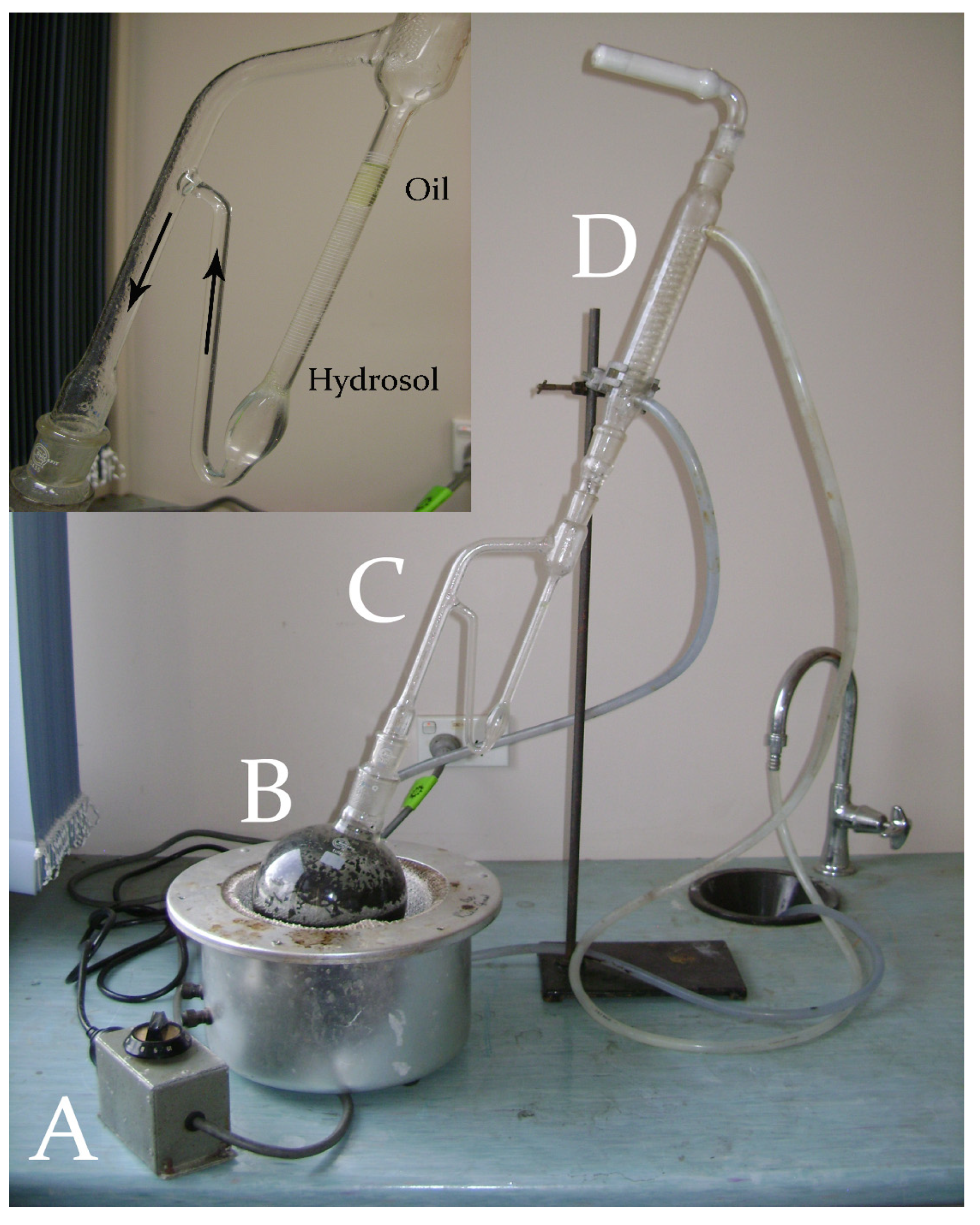
Apparecchiatura di tipo Clevenger

La distillazione in corrente di vapore è un particolare processo di distillazione utilizzata nel caso di sostanze termolabili, cioè che si degradano a temperature prossime al loro punto di ebollizione, come ad esempio i composti aromatici naturali.
L'aggiunta di vapore d'acqua all'interno della colonna di distillazione abbassa la pressione parziale in fase vapore delle sostanze da distillare; l'abbassamento della pressione parziale permette di aumentare la vaporizzazione del composto dalla fase liquida. Concettualmente l'effetto è analogo alla distillazione sottovuoto, permettendo però una migliore gestione operativa. Se la sola aggiunta di acqua non è sufficiente ad abbassare abbastanza il punto di ebollizione, si opera sottovuoto (ovvero a pressioni minori di 1 atm). Il prodotto della distillazione consiste in una miscela di acqua e composti organici, che possono essere separati con facilità.
Su scala di laboratorio, distillazione in corrente di vapore sono effettuate utilizzando vapore generato fuori dal sistema e convogliato attraverso le sostanze o vapore generato in situ utilizzando un'apparecchiatura di tipo Clevenger.

## Storia e applicazioni
Il processo di distillazione in corrente di vapore fu scoperto nell'XI secolo dal chimico persiano Avicenna, che sfruttò il processo per l'estrazione di oli essenziali. La sua scoperta rivoluzionò assai presto l'industria profumiera.
La distillazione in corrente di vapore viene anche sfruttata nelle raffinerie e negli impianti petrolchimici (si parla in questo caso di "steam stripping").